# 那珂郡

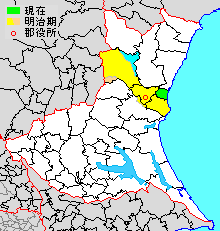
茨城県那珂郡の位置（緑：東海村 水色：後に他郡から編入した区域 薄黄：後に他郡に編入された区域）

- 令制国一覧 > 東海道 > 常陸国 > 那珂郡
- 日本 > 関東地方 > 茨城県 > 那珂郡

那珂郡（なかぐん）は、茨城県（常陸国）の郡。
人口37,666人、面積38.01km²、人口密度991人/km²。（2025年2月1日、推計人口）
以下の1村を含む。
- 東海村（とうかいむら）

## 郡域
1878年（明治11年）に行政区画として発足した当時の郡域は、上記1村のほか、下記の区域にあたる。
- 水戸市の一部（概ね那珂川より北東の地域）
- ひたちなか市の全域
- 常陸大宮市の大部分（概ね久慈川以東および盛金・久隆を除く　また，那珂川右岸地域を除く）
- 那珂市の全域

## 歴史
「国造本紀」には成務朝に那珂国造（那賀国造・常道仲国造）が設置されたと伝わる。『常陸国風土記』における旧呼称は常陸国那賀郡。

### 近代以降の沿革
- 明治初年時点では全域が常陸水戸藩領であった。「旧高旧領取調帳」に記載されている明治初年時点に存在した村は以下の通り。●は村内に寺社領が、○は寺社除地（領主から年貢免除の特権を与えられた土地）が存在。（127村）

●○湊村、○平磯村、○柳沢村、○三反田村、○金上村、○勝倉村、部田野村、○中根村、六ヶ新田、○前浜村、○馬渡村、○長砂村、○足崎村、○照沼村、○東石川村、○青柳村、○枝川村、○津田村、○中台村、○後台村、○菅谷村、○武田村、○堀口村、○市毛村、田彦村、○稲田村、○佐和村、○高場村、高野村、杉村、○堤村、●○額田南郷、●○額田北郷、●○額田東郷、横堀村、○船場村、向山村、○本米崎村、●○石神外宿村、●○石神内宿村、○竹瓦村、○石神白方村、○石神豊岡村、亀下村、舟石川村、●○村松村、○須和間村、●○鷲子村、○小田野村、○高部村、○上檜沢村、○下檜沢村、○氷之沢村、●○上小瀬村、油河内村、○大岩村、○松之草村、○小舟村、○小瀬沢村、○飯田村、○下国井村、○西木倉村、上河内村、○中河内村、○鴻巣村、○上国井村、○東木倉村、○福田村、豊喰新田、○下河内村、○南酒出村、○田谷村、○北酒出村、○門部村、○鹿島村、●○瓜連村、○下大賀村、●○静村、○古徳村、中里村、○戸崎村、○戸村、○田崎村、下江戸村、○太内村、●○野口村、○野口平村、○門井村、○那賀村、○下小瀬村、○国長村、小玉村、吉丸村、○入本郷、千田村、○秋田村、○中居村、金井村、○長倉村、○野田村、○舟生村、●○山方村、○野上村、○岩崎村、○上大賀村、○小祝村、○鷹巣村、○八田村、○東野村、○照田村、○長沢村、○北塩子村、○西塩子村、○長田村、○三美村、○小野村、○上村田村、○下村田村、若林村、○石沢村、○泉村、○宇留野村、○上岩瀬村、下岩瀬村、根本村、○大宮村、○小場村
- 明治4年
  - 7月14日（1871年8月29日） - 廃藩置県により水戸県の管轄となる。
  - 11月14日（1871年12月25日） - 第1次府県統合により茨城県の管轄となる。
- 1878年（明治11年）12月2日 - 郡区町村編制法の茨城県での施行により、行政区画としての那珂郡が発足。郡役所が菅谷村に設置。
- 1886年（明治19年） - 六ヶ新田が分割し、三反田村・金上村・部田野村・中根村・馬渡村・平磯村に合併。（126村）

### 町村制以降の沿革

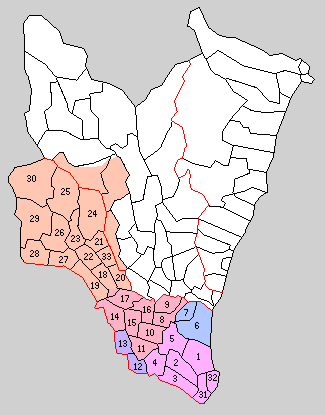
1.前渡村 2.中野村 3.勝田村 4.川田村 5.佐野村 6.村松村 7.石神村 8.神崎村 9.額田村 10.菅谷村 11.五台村 12.柳河村 13.国田村 14.戸多村 15.芳野村 16.木崎村 17.瓜連村 18.静村 19.大場村 20.上野村 21.大賀村 22.玉川村 23.塩田村 24.山方村 25.檜沢村 26.小瀬村 27.野口村 28.長倉村 29.八里村 30.嶐郷村 31.湊町 32.平磯町 33.大宮町（紫：水戸市 桃：ひたちなか市 赤：那珂市 橙：常陸大宮市 青：東海村）

- 1889年（明治22年）4月1日 - 町村制の施行により、下記の町村が発足[1]。（3町30村）
  - 前渡村 ← 馬渡村、長砂村、足崎村、前浜村（現・ひたちなか市）
  - 中野村 ← 中根村、部田野村、東石川村、柳沢村（現・ひたちなか市）
  - 勝田村 ← 勝倉村、三反田村、武田村、金上村（現・ひたちなか市）
  - 川田村 ← 枝川村、津田村、堀口村、市毛村（現・ひたちなか市）
  - 佐野村 ← 佐和村、高野村、田彦村、稲田村、高場村（現・ひたちなか市）
  - 村松村 ← 村松村、石神白方村、石神豊岡村、須和間村、船場村、照沼村（現・東海村）
  - 石神村 ← 石神外宿村、石神内宿村、亀下村、竹瓦村、舟石川村（現・東海村）
  - 神崎村 ← 向山村、本米崎村、横堀村、堤村、杉村（現・那珂市）
  - 額田村 ← 額田北郷、額田南郷、額田東郷（現・那珂市）
  - 菅谷村 ← 菅谷村、福田村（現・那珂市）
  - 五台村 ← 後台村、東木倉村、西木倉村、中台村、豊喰新田（現・那珂市）
  - 柳河村 ← 青柳村、下河内村、中河内村、上河内村（現・水戸市）
  - 国田村 ← 上国井村、下国井村、田谷村（現・水戸市）
  - 戸多村 ← 戸村、下江戸村、田崎村、太内村（現・那珂市）
  - 芳野村 ← 飯田村、鴻巣村、戸崎村（現・那珂市）
  - 木崎村 ← 門部村、南酒出村、北酒出村、鹿島村（現・那珂市）
  - 瓜連村 ← 瓜連村、中里村、古徳村（現・那珂市）
  - 静村 ← 静村、下大賀村（現・常陸大宮市）、上村田村、下村田村、石沢村（現・那珂市）
  - 大場村 ← 小場村、小野村、三美村（現・常陸大宮市）
  - 上野村 ← 根本村、上岩瀬村、下岩瀬村、泉村、宇留野村（現・常陸大宮市）
  - 大賀村 ← 上大賀村、岩崎村、小祝村、鷹巣村（現・常陸大宮市）
  - 玉川村 ← 東野村、八田村、若林村（現・常陸大宮市）
  - 塩田村 ← 北塩子村、西塩子村、照田村、長田村、長沢村（現・常陸大宮市）
  - 山方村 ← 山方村、野上村、舟生村（現・常陸大宮市）
  - 檜沢村 ← 下檜沢村、上檜沢村、氷之沢村（現・常陸大宮市）
  - 小瀬村 ← 上小瀬村、下小瀬村、那賀村、小玉村、国長村（現・常陸大宮市）
  - 野口村 ← 野口村、野口平村、門井村（現・常陸大宮市）
  - 長倉村 ← 長倉村、金井村、野田村、秋田村、中居村（現・常陸大宮市）
  - 八里村 ← 大岩村、小舟村、小瀬沢村、油河内村、松之草村、吉丸村、入本郷村、千田村（現・常陸大宮市）
  - 嶐郷村 ← 高部村、鷲子村、小田野村（現・常陸大宮市）
  - 湊町（湊村が単独町制。現・ひたちなか市）
  - 平磯町（平磯村が単独町制。現・ひたちなか市）
  - 大宮町（大宮村が単独町制。現・常陸大宮市）
- 1896年（明治29年）7月1日 - 郡制を施行。
- 1923年（大正12年）4月1日 - 郡会が廃止。郡役所は存続。
- 1926年（大正15年）7月1日 - 郡役所が廃止。以降は地域区分名称となる。
- 1934年（昭和9年）6月10日 - 瓜連村が町制施行して瓜連町となる。（4町29村）
- 1939年（昭和14年）4月1日 - 湊町が改称して那珂湊町となる[2]。
- 1940年（昭和15年）4月29日 - 勝田村・中野村・川田村が合併して勝田町が発足。（5町26村）
- 1942年（昭和17年）9月8日 - 菅谷村が町制施行して菅谷町となる。（6町25村）
- 1947年（昭和22年）9月1日 - 山方村が町制施行して山方町となる。（7町24村）
- 1954年（昭和29年）
  - 3月30日 - 前渡村が分割し、一部（前浜の一部）が那珂湊町、残部（馬渡・長砂・足崎および前浜の残部）が勝田町に編入。（7町23村）
  - 3月31日 - 那珂湊町が平磯町を編入のうえ即日市制施行して那珂湊市（現・ひたちなか市）となり、郡より離脱。（5町23村）
  - 11月1日 - 勝田町が佐野村を編入のうえ即日市制施行して勝田市（現・ひたちなか市）となり、郡より離脱。（4町22村）
- 1955年（昭和30年）
  - 2月11日（4町21村）
    - 野口村が東茨城郡伊勢畑村と合併して東茨城郡御前山村が発足し、郡より離脱。
    - 山方町が久慈郡諸富野村の一部（諸沢・西野内および北富田の一部）を編入。

  - 3月31日（4町9村）
    - 石神村・村松村が合併して東海村が発足。
    - 神崎村・額田村・菅谷町・五台村・戸多村・芳野村・木崎村が合併して那珂町が発足。
    - 大宮町・玉川村・大賀村・大場村・上野村および静村の一部（石沢・上村田・下村田）・久慈郡世喜村の一部（富岡・小倉・塩原・辰ノ口）が合併し、改めて大宮町が発足。
    - 瓜連町および静村の残部（静・下大賀）が合併して瓜連町が発足。
    - 山方町が久慈郡下小川村の一部（諸沢・西野内および北富田の一部）・久慈郡世喜村の残部（大字小貫・照山）を編入。

  - 4月1日 - 柳河村が水戸市に編入。（4町8村）　
  - 7月1日 - 塩田村が分割し、一部（北塩子・西塩子および照田の一部）が大宮町、残部（長沢・長田および照田の残部）が山方町に編入。（4町7村）
- 1956年（昭和31年）9月29日（4町4村）
  - 小瀬村・八里村が合併して緒川村が発足。
  - 檜沢村・嶐郷村が合併して檜沢嶐郷村が発足。檜沢嶐郷村は即日改称して美和村となる。
  - 長倉村が東茨城郡御前山村と合併し、改めて東茨城郡御前山村が発足。
- 1957年（昭和32年）6月1日 - 国田村が水戸市に編入。（4町3村）
- 2004年（平成16年）10月16日（2町1村）
  - 大宮町が山方町・美和村・緒川村・東茨城郡御前山村を編入。
  - 大宮町が改称し常陸大宮町となる。同日市制施行して常陸大宮市となり、郡より離脱。
- 2005年（平成17年）1月21日 - 那珂町が瓜連町を編入のうえ即日市制施行して那珂市となり、郡より離脱。（1村）

### 変遷表
|  | 明治22年4月1日        | 明治22年 - 昭和25年          | 昭和26年 - 昭和30年                    | 昭和31年 - 昭和63年                        | 平成1年 - 現在                       | 現在         |
|  | --------------------- | ---------------------------- | -------------------------------------- | ------------------------------------------ | ------------------------------------ | ------------ |
|  | 菅谷村                | 昭和17年9月8日 町制          | 昭和30年3月31日 那珂町                 | 那珂町                                     | 平成17年1月21日 市制                 | 那珂市       |
|  | 神崎村                | 神崎村                       | 昭和30年3月31日 那珂町                 | 那珂町                                     | 平成17年1月21日 市制                 | 那珂市       |
|  | 額田村                | 額田村                       | 昭和30年3月31日 那珂町                 | 那珂町                                     | 平成17年1月21日 市制                 | 那珂市       |
|  | 五台村                | 五台村                       | 昭和30年3月31日 那珂町                 | 那珂町                                     | 平成17年1月21日 市制                 | 那珂市       |
|  | 戸多村                | 戸多村                       | 昭和30年3月31日 那珂町                 | 那珂町                                     | 平成17年1月21日 市制                 | 那珂市       |
|  | 芳野村                | 芳野村                       | 昭和30年3月31日 那珂町                 | 那珂町                                     | 平成17年1月21日 市制                 | 那珂市       |
|  | 木崎村                | 木崎村                       | 昭和30年3月31日 那珂町                 | 那珂町                                     | 平成17年1月21日 市制                 | 那珂市       |
|  | 瓜連村                | 昭和9年6月10日 町制          | 昭和30年3月31日 瓜連町                 | 瓜連町                                     | 平成17年1月21日 那珂町に編入         | 那珂市       |
|  | 静村                  | 静村                         | 昭和30年3月31日 瓜連町                 | 瓜連町                                     | 平成17年1月21日 那珂町に編入         | 那珂市       |
|  | 静村                  | 静村                         | 昭和30年3月31日 大宮町                 | 大宮町                                     | 平成16年10月16日 改称市制 常陸大宮市 | 常陸大宮市   |
|  | 大宮町                | 大宮町                       | 昭和30年3月31日 大宮町                 | 大宮町                                     | 平成16年10月16日 改称市制 常陸大宮市 | 常陸大宮市   |
|  | 玉川村                | 玉川村                       | 昭和30年3月31日 大宮町                 | 大宮町                                     | 平成16年10月16日 改称市制 常陸大宮市 | 常陸大宮市   |
|  | 大賀村                | 大賀村                       | 昭和30年3月31日 大宮町                 | 大宮町                                     | 平成16年10月16日 改称市制 常陸大宮市 | 常陸大宮市   |
|  | 大場村                | 大場村                       | 昭和30年3月31日 大宮町                 | 大宮町                                     | 平成16年10月16日 改称市制 常陸大宮市 | 常陸大宮市   |
|  | 上野村                | 上野村                       | 昭和30年3月31日 大宮町                 | 大宮町                                     | 平成16年10月16日 改称市制 常陸大宮市 | 常陸大宮市   |
|  | 久慈郡 世喜村         | 久慈郡 世喜村                | 昭和30年3月31日 大宮町                 | 大宮町                                     | 平成16年10月16日 改称市制 常陸大宮市 | 常陸大宮市   |
|  | 久慈郡 世喜村         | 久慈郡 世喜村                | 昭和30年3月31日 山方町に編入           | 山方町                                     | 平成16年10月16日 大宮町に編入        | 常陸大宮市   |
|  | 塩田村                | 塩田村                       | 昭和30年7月1日 山方町に編入            | 山方町                                     | 平成16年10月16日 大宮町に編入        | 常陸大宮市   |
|  | 塩田村                | 塩田村                       | 昭和30年7月1日 大宮町に編入            | 大宮町                                     | 平成16年10月16日 改称市制 常陸大宮市 | 常陸大宮市   |
|  | 山方村                | 昭和22年9月1日 町制          | 山方町                                 | 山方町                                     | 平成16年10月16日 大宮町に編入        | 常陸大宮市   |
|  | 久慈郡 諸富野村の一部 | 久慈郡 諸富野村の一部        | 昭和30年2月11日 山方町に編入           | 山方町                                     | 平成16年10月16日 大宮町に編入        | 常陸大宮市   |
|  | 久慈郡 下小川村の一部 | 久慈郡 下小川村の一部        | 昭和30年3月31日 山方町に編入           | 山方町                                     | 平成16年10月16日 大宮町に編入        | 常陸大宮市   |
|  | 檜沢村                | 檜沢村                       | 檜沢村                                 | 昭和31年9月29日 檜沢嶐郷村 即日改称 美和村 | 平成16年10月16日 大宮町に編入        | 常陸大宮市   |
|  | 嶐郷村                | 嶐郷村                       | 嶐郷村                                 | 昭和31年9月29日 檜沢嶐郷村 即日改称 美和村 | 平成16年10月16日 大宮町に編入        | 常陸大宮市   |
|  | 小瀬村                | 小瀬村                       | 小瀬村                                 | 昭和31年9月29日 緒川村                     | 平成16年10月16日 大宮町に編入        | 常陸大宮市   |
|  | 八里村                | 八里村                       | 八里村                                 | 昭和31年9月29日 緒川村                     | 平成16年10月16日 大宮町に編入        | 常陸大宮市   |
|  | 野口村                | 野口村                       | 昭和30年2月11日 東茨城郡御前山村の一部 | 東茨城郡 御前山村                          | 平成16年10月16日 大宮町に編入        | 常陸大宮市   |
|  | 長倉村                | 長倉村                       | 長倉村                                 | 昭和31年9月29日 東茨城郡御前山村の一部     | 平成16年10月16日 大宮町に編入        | 常陸大宮市   |
|  | 勝田村                | 昭和15年4月29日 勝田町       | 昭和29年11月1日 市制                   | 勝田市                                     | 平成6年11月1日 ひたちなか市          | ひたちなか市 |
|  | 中野村                | 昭和15年4月29日 勝田町       | 昭和29年11月1日 市制                   | 勝田市                                     | 平成6年11月1日 ひたちなか市          | ひたちなか市 |
|  | 川田村                | 昭和15年4月29日 勝田町       | 昭和29年11月1日 市制                   | 勝田市                                     | 平成6年11月1日 ひたちなか市          | ひたちなか市 |
|  | 佐野村                | 佐野村                       | 昭和29年11月1日 勝田町に編入           | 勝田市                                     | 平成6年11月1日 ひたちなか市          | ひたちなか市 |
|  | 前渡村                | 前渡村                       | 昭和29年3月30日 勝田町に編入           | 勝田市                                     | 平成6年11月1日 ひたちなか市          | ひたちなか市 |
|  | 前渡村                | 前渡村                       | 昭和29年3月30日 那珂湊町に編入         | 那珂湊市                                   | 平成6年11月1日 ひたちなか市          | ひたちなか市 |
|  | 湊町                  | 昭和13年4月1日 改称 那珂湊町 | 昭和29年3月31日 市制                   | 那珂湊市                                   | 平成6年11月1日 ひたちなか市          | ひたちなか市 |
|  | 平磯町                | 平磯町                       | 昭和29年3月31日 那珂湊町に編入         | 那珂湊市                                   | 平成6年11月1日 ひたちなか市          | ひたちなか市 |
|  | 石神村                | 石神村                       | 昭和30年3月31日 東海村                 | 東海村                                     | 東海村                               | 東海村       |
|  | 村松村                | 村松村                       | 昭和30年3月31日 東海村                 | 東海村                                     | 東海村                               | 東海村       |
|  | 柳河村                | 柳河村                       | 昭和30年4月1日 水戸市に編入            | 水戸市                                     | 水戸市                               | 水戸市       |
|  | 国田村                | 国田村                       | 国田村                                 | 昭和32年6月1日 水戸市に編入                | 水戸市                               | 水戸市       |

## 行政
歴代郡長
| 代 | 氏名 | 就任年月日                | 退任年月日                | 備考                   |
| -- | ---- | ------------------------- | ------------------------- | ---------------------- |
| 1  |      | 明治11年（1878年）12月2日 |                           |                        |
|    |      |                           | 大正15年（1926年）6月30日 | 郡役所廃止により、廃官 |